# Uscana pacifica
Uscana pacifica är en stekelart som först beskrevs av Doutt 1955.  Uscana pacifica ingår i släktet Uscana och familjen hårstrimsteklar. Inga underarter finns listade i Catalogue of Life.